# Día Internacional contra los Ensayos Nucleares
El Día Internacional contra los Ensayos Nucleares es una jornada que se celebra el 29 de agosto desde 2010, fue establecida oficialmente en 2009 por la Asamblea General de las Naciones Unidas.

## Proclamación
El Día Internacional contra los Ensayos Nucleares fue proclamado el 2 de diciembre de 2009 por la Asamblea General de la ONU, propuesta por la República de Kazajistán. Su objetivo es subrayar la necesidad de poner fin a los ensayos nucleares debido a sus devastadores efectos sobre la vida humana y el medio ambiente.

## Celebración
Este día se celebra el 29 de agosto, la elección de esta fecha es para conmemorar la clausura del polígono de ensayos nucleares de Semipalátinsk en 1991 en Kazajistán. La primera conmemoración tuvo lugar en 2010. Desde entonces, se han organizado diversas actividades alrededor del mundo, incluyendo simposios, conferencias, exposiciones, concursos, publicaciones, programas de televisión y radio.
En octubre de 2013, la Asamblea General de la ONU declaró el 26 de septiembre como el Día Internacional para la Eliminación Total de las Armas Nucleares. Esta iniciativa busca fomentar esfuerzos internacionales para eliminar completamente el armamento nuclear. La primera celebración de este día fue en 2014 y ha contribuido a crear un ambiente favorable hacia un mundo sin armas nucleares.
A pesar de los esfuerzos, el Tratado de Prohibición Completa de los Ensayos Nucleares (TPCE), aprobado en 1996, aún no ha entrado en vigor. El secretario general de la ONU, en su programa de desarme 'Asegurar nuestro futuro común' lanzado en mayo de 2018, destacó la importancia de este tratado para frenar la carrera armamentista nuclear y garantizar su cumplimiento a nivel internacional.